# Carl Rönisch

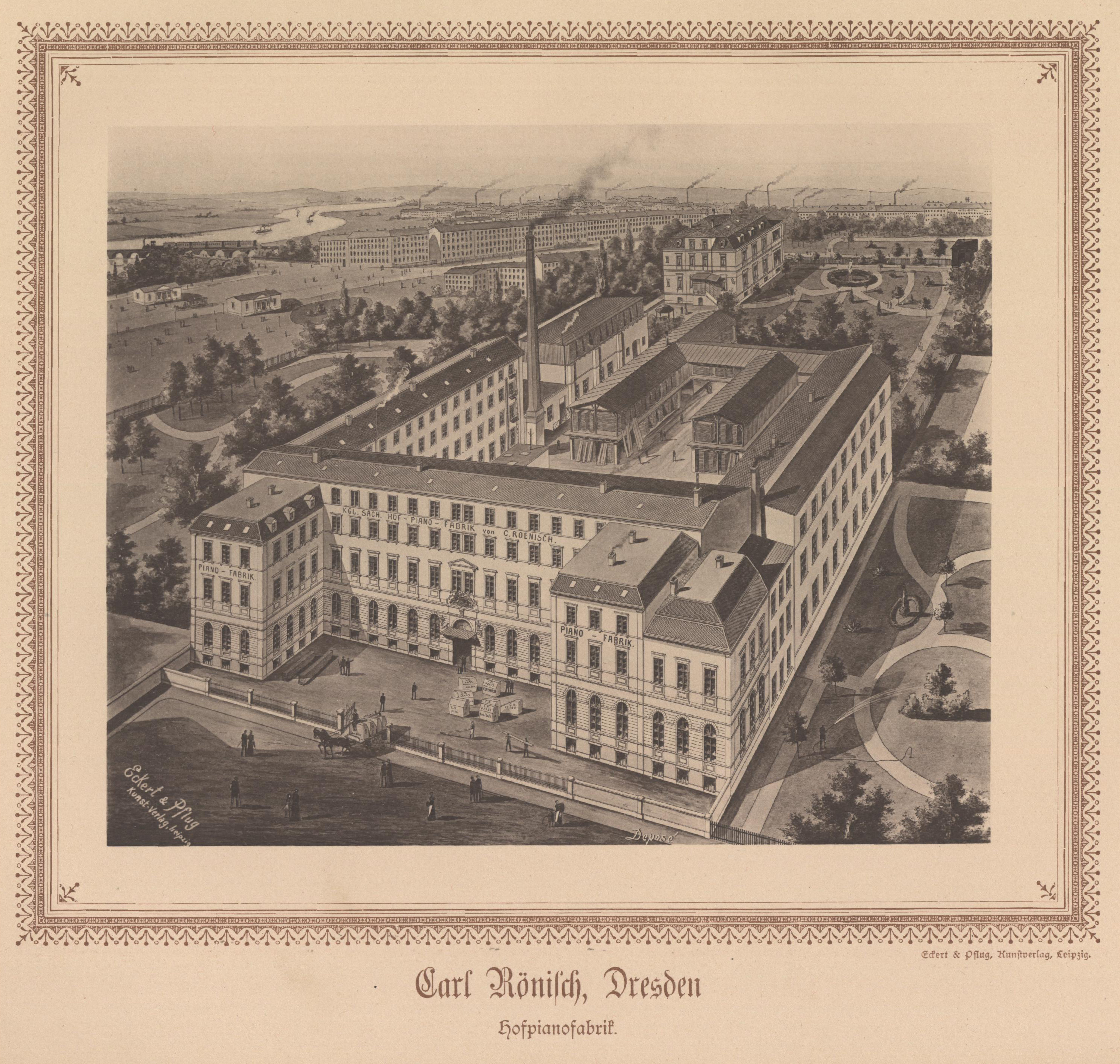
Carl Rönisch in Dresden, Hofpianofabrik (ca. 1892 (Innere Neustadt, Wallgäßchen))

Die Carl Rönisch Pianofortemanufaktur GmbH ist ein 1845 gegründeter Hersteller von Pianos und Flügeln mit Sitz in Dresden (seit 1845), im Stadtteil Böhlitz-Ehrenberg von Leipzig (seit 1945) und in Großpösna bei Leipzig (seit 2009).

## Geschichte
Die Klavierfabrik wurde 1845 von Carl Rönisch (1814–1894) in Dresden gegründet. Dieser entwickelte 1866 den gusseisernen Rahmen, eine der wichtigsten Voraussetzungen für den modernen Klavierbau. Mit ersten Preisen auf Weltausstellungen wurde die Fabrik Hoflieferant für das sächsische Königshaus. Auf Grund der hohen Qualität der Produkte wurde dem Inhaber Karl Moritz Rönisch der Titel eines k.u.k. Hof-Piano-Fabrikanten verliehen.
Im Jahre 1918 verkaufte Hermann Rönisch, der Sohn des Unternehmensgründers, nachdem der als Nachfolger bestimmte Enkel im Ersten Weltkrieg gefallen war, die „Carl Rönisch Hof-Pianofabrik“ 1918 an die Ludwig Hupfeld AG in Leipzig. Mit Ludwig Hupfeld war er als Geschäftspartner seit 1902 verbunden.
1945 fiel das Stammwerk von Rönisch in der Dresdner Inneren Neustadt zu großen Teilen den Luftangriffen auf Dresden zum Opfer. Seit 1948 wurden die Instrumente mit der Markenbezeichnung Rönisch in der „Leipziger Pianofortefabrik“, dem Stammwerk der Ludwig Hupfeld AG im Stadtteil Böhlitz-Ehrenberg von Leipzig, gebaut. 1967 wurde die „Leipziger Pianofortefabrik“ in den VEB Deutsche Piano-Union Leipzig eingegliedert.
Nach der Wende wurde dieser Staatsbetrieb aufgelöst; aus dem Werk 1 von Rönisch/Hupfeld entstand die „Leipziger Pianofortefabrik GmbH“. Diese wurde von dem in Leonberg beheimateten Klavierhersteller Pfeiffer übernommen, für den Rönisch/Hupfeld zeitweise auch Instrumente unter dem Namen Pfeiffer fertigte.
2009 wurde die Pianofortefabrik Leipzig GmbH & Co. KG von der Klavierbaufirma Blüthner übernommen und firmiert seither wieder unter dem Traditionsnamen „Carl Rönisch Pianofortemanufaktur GmbH“. Im selben Jahr zog die Produktion in die Blüthner-Fabrik in Großpösna bei Leipzig um.